# Århundreder
Denne side indeholder alle de århundreder og årtusinder der er dækket i Wikipedia. 
Bemærk at der kan være diskussion om hvor århundreder begynder og ender. Det drejer sig i høj grad om eksistensen af år 0, og diskuteres nærmere der. Hvis man medtager år 0, vil alle de nedenstående perioder rykke et år.
- 10. årtusinde f.Kr. fra år 10000 f.Kr. til år 9001 f.Kr.
- 9. årtusinde f.Kr. fra år 9000 f.Kr. til år 8001 f.Kr.
- 8. årtusinde f.Kr. fra år 8000 f.Kr. til år 7001 f.Kr.
- 7. årtusinde f.Kr. fra år 7000 f.Kr. til år 6001 f.Kr.
- 6. årtusinde f.Kr. fra år 6000 f.Kr. til år 5001 f.Kr.
- 5. årtusinde f.Kr. fra år 5000 f.Kr. til år 4001 f.Kr.
- 4. årtusinde f.Kr. fra år 4000 f.Kr. til år 3001 f.Kr.
- 3. årtusinde f.Kr. fra år 3000 f.Kr. til år 2001 f.Kr.
- 2. årtusinde f.Kr. fra år 2000 f.Kr. til år 1001 f.Kr.
- 1. årtusinde f.Kr. fra år 1000 f.Kr. til år 1 f.Kr.
  - 10. århundrede f.Kr. fra år 1000 f.Kr. til år 901 f.Kr.
  - 9. århundrede f.Kr. fra år 900 f.Kr. til år 801 f.Kr.
  - 8. århundrede f.Kr. fra år 800 f.Kr. til år 701 f.Kr.
  - 7. århundrede f.Kr. fra år 700 f.Kr. til år 601 f.Kr.
  - 6. århundrede f.Kr. fra år 600 f.Kr. til år 501 f.Kr.
  - 5. århundrede f.Kr. fra år 500 f.Kr. til år 401 f.Kr.
  - 4. århundrede f.Kr. fra år 400 f.Kr. til år 301 f.Kr.
  - 3. århundrede f.Kr. fra år 300 f.Kr. til år 201 f.Kr.
  - 2. århundrede f.Kr. fra år 200 f.Kr. til år 101 f.Kr.
  - 1. århundrede f.Kr. fra år 100 f.Kr. til år 1 f.Kr.
- 1. årtusinde fra år 1 til år 1000
  - 1. århundrede fra år 1 til år 100
  - 2. århundrede fra år 101 til år 200
  - 3. århundrede fra år 201 til år 300
  - 4. århundrede fra år 301 til år 400
  - 5. århundrede fra år 401 til år 500
  - 6. århundrede fra år 501 til år 600
  - 7. århundrede fra år 601 til år 700
  - 8. århundrede fra år 701 til år 800
  - 9. århundrede fra år 801 til år 900
  - 10. århundrede fra år 901 til år 1000
- 2. årtusinde fra år 1001 til år 2000
  - 11. århundrede fra år 1001 til år 1100
  - 12. århundrede fra år 1101 til år 1200
  - 13. århundrede fra år 1201 til år 1300
  - 14. århundrede fra år 1301 til år 1400
  - 15. århundrede fra år 1401 til år 1500
  - 16. århundrede fra år 1501 til år 1600
  - 17. århundrede fra år 1601 til år 1700
  - 18. århundrede fra år 1701 til år 1800
  - 19. århundrede fra år 1801 til år 1900
  - 20. århundrede fra år 1901 til år 2000
- 3. årtusinde fra år 2001 til år 3000
  - 21. århundrede fra år 2001 til år 2100
  - 22. århundrede fra år 2101 til år 2200
  - 23. århundrede fra år 2201 til år 2300